# 日裔泰国人
日裔泰國人社群歷史悠久，還在近年发展成一個大型的僑居社群。在曼谷居住，而且已經向領事館登記的日裔人士佔全國所有已經向領事館登記的日裔居民的三分之二，他們也是日本國外規模第四大的日本人社群，仅次于洛杉矶、纽约市和上海。日本居民推測當地日本人的實際人數可能比官方數字还要多若干倍，因为许多暂住性居民，尤其是那些持长期旅游签证進入泰國的人，都沒有向日本駐泰國大使館或領事館登记。

## 移民历史

### 16世纪与17世纪

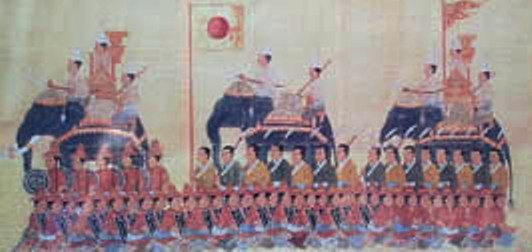
山田长政在泰国的军队。17世纪的绘画。

从16世纪80年代到17世纪30年代，位于阿瑜陀耶王国（大城王国）首都阿瑜陀耶（大城）的日本人社群的人数变得越来越多。这些人包括贸易商人、雇佣兵和流亡的天主教徒。这些人最初是乘坐朱印船抵达的暹罗的，而朱印船是当时掌控了日本与暹罗之间的贸易的一种船。到了1620年时，位于昭拍耶河东岸、阿瑜陀耶城东南的日本人居住区，已经有1000到1500名居民，成为了仅次于马尼拉日本人社区的日本国外规模第二大的日本人社区。他们中著名的一员，便是山田长政。山田曾担任过颂探国王的一名军事顾问，并因此而声名显赫。不过，在1630年，西沃拉翁（之后被称为巴沙通国王）派他去镇压立蝈（今那空是贪玛叻）的一场叛乱。他不仅在战斗中受了伤，之后还被巴沙通派来的特使下了毒。山田死后，巴沙通又袭击了日本人在阿瑜陀耶的居住区并赶走了那里的居民。在这次事件中，大多数日本人都被杀害了，只有一些人后来找到了在立蝈的山田军队的幸存者们，跟他们一起逃到了柬埔寨。听到这个消息后，当时的日本幕府将军德川家光便立即中断了与暹罗的关系。
由于日本加强了“锁国”政策，逃出了暹罗的日本人中只有一些人能设法返回祖国，而大多数人最后都发现自己已经处于永久流亡状态了。巴沙通试图重建与日本的贸易并邀请了一些日本人返回阿瑜陀耶。到了1637年时，可能有300名日本人生活在那里。不过，日本继续拒绝任何来自阿瑜陀耶王国的船只停留在他们的港口，而只将这一特权留给了来自中国和荷兰的船只。那些在当时移民到了暹罗的日本人们，在移民暹罗时，似乎并没有随之带来任何妇女儿童（然而一些学者猜测他们中的那些天主教徒们可能带来了家人）。无论如何，大多数日本人当时似乎已经与当地妇女通了婚，并且又过了几代人，他们的后代也融入了暹罗社会。

### 19世纪与20世纪早期
随着1887年的《日暹亲善与贸易声明》，日本人开始慢慢地再次来到暹罗。据报道，日本与暹罗两国政府在1894年谈判确立了日本移民在暹罗的合适的定居点，这些移民将在那里从事农业工作，开发处女地。不过，这些计划最终未见什么成功。在1896年，可能有30到50名日本人生活在曼谷，而在泰国各府则一个日本人也没有。到了1897年，暹罗的日本人正处在法国的保护之下，但是在那一年，一所日本公使馆也在曼谷建立，其公使为稻垣满次郎。日本与暹罗在1898年签订了一份条约，凭此，在暹罗的日本人被授予了治外法权，但是之后在一部暹罗刑法被通过后，这份权利便终止了。在1913年，在暹罗有219名在领事馆登记了的日本人（157男，62女）。在1902年，观察者们注意到了一个增长的趋势，那就是越来越多的日本人被雇用为了暹罗政府的顾问。这些被雇用的日本人包括法律、教育及养蚕业等领域的专家们。日本人社群的男子们多是受过教育且技术熟练者，因而他们不仅仅是体力劳动者；不过，他们中的女人们却主要由娼妓或曾为娼妓者们组成。有时候，她们被叫作“唐行小姐”。在暹罗的日本国民中，还有一些是朝鲜人与台湾人。关于这些台湾人的国籍的问题是有些令人困惑的：他们也许应该被视为海外华人——就像别的暹罗华人一样，也许应该被授予领事保护权——就像日本国民一样。
1937年，中国抗日战争爆发，华商群体异常激烈地联合抵制日货。而随着日本与英国关系的恶化，移居新加坡及其他英属领地的日本人们又再次移居到了暹罗，以恐被英方拘留。1941年，随着日本对泰国的入侵与占领，更多更多的日本人来到了这个国家。战争结束后，在泰日本人中，除了能够证明自己已成为了泰国的长期居民的人，其他所有人都遭到了英军当局的遣返，这其中也包括了平民们。由于对战争罪行的起诉，遣返回国的行动被耽搁。到了1946年9月，那些在战争结束时就已待在东南亚的日本人，仍有约六分之一留在原处，其中约包括有9500人在暹罗。

## 商务与雇佣
在日本与暹罗于1898年建立起关系之后，暹罗政府邀请了15名日本养蚕专家来帮忙发展该国的蚕丝出口业。他们被派到了这个国家东北部的依善地区。尽管这件事在增进日暹关系上是一个成功，以至于它导致了泰国农业大学的建立，然而在事实上，这一活动却未能成功地提升蚕丝产量。在1909年初，两国对这一项目的官方支持都开始减少了，而到了1913年，在蚕病爆发之后，该项目的资金也被切断了。
在20世纪80年代，大多数在泰日本人都是作为移居国外者而被派到那里的，而派遣他们的则是大型的日本股份公司（“株式会社”）或政府组织。在泰日本人中只有一小部分是个体户商人或企业家。日本外务省在1989年的调查显示，在2392名持有工作许可证的在泰日本人中，有1046人是经理，444人是工程师，292人是其他种类的专家，184人是生产督察员，139人是商务负责人。日本政府的统计资料显示了总计有10579名日本人停留在泰国，其中有9525人在曼谷。他们占据了这个接纳了他们的国家的经济领域的上端，赚取的薪水有泰国全体劳动者平均工资的六到十二倍之高。
在最近，越来越多的年轻人加入了移居泰国的日本人社群。这些人工作于提供日语服务的日本人联络中心以及别的业务流程外包公司，比如“大宇宙”和“杰作”。尽管他们的薪水不到他们在日本可以挣得的薪水的一半，然而由于泰国的生活耗费较低，所以居住在泰国，他们也能享受到这个国家的这一优势；同时，那些开办在日本的公司的劳务雇佣问题也会给他们带来许多社会压力，而居住在泰国，他们也避开了这些压力。另外，在泰日本公司的雇主们，比起雇用当地人，更偏爱于雇用日本人劳动者，因为这样可以避免发生文化上的误解，而且这还是因为他们相信，他们在日本的客户们不会接受与以日语为第二语言的泰国人做生意。

## 卫生保健
2001年对清迈兰医院（Ram Hospital）的4315名日本人患者的研究发现，他们最常见的健康问题（根据ICD-10分类）涉及到呼吸道疾病（739例）、消化道疾病和传染性疾病。不过，该研究的作者们也注释道，成年日本人趋向于只因急性疾病而去就医。作者们对生活在这座城市的日本移居者们提供了诊察，并发现许多人正遭受着慢性疾病之苦；他们催促这些患者亲往医院就医，去处理他们的病情。
2005年对曼谷医院的日本人患者（11200名患者，约占该年该院所有非泰人患者的八分之一）的研究发现，大多数患者为30多岁、40多岁及50多岁的男性；而女性患者及20多岁的患者则明显更少。若是只关注真正的在泰居民们中的患者，而不关注那些旅游者们的话，会发现这些人的健康问题显示了他们与泰国本地人患者的一些差异。再次根据ICD-10，“已确定的传染病和寄生物病”在日本人患者中并不常见，而在泰患者中却是常见的，而“肌骨系统病和结缔组织病”则显示为相反的趋势。比较移居泰国的日本人患者和在日本的患者们，会发现“内分泌病、营养性疾病及代谢病”和“精神病与行为失常”在前者中被较为不频繁地诊断出，而“呼吸系统疾病”和“已确定的传染病和寄生物病”在前者中则被较为频繁地诊断出。

## 媒体
在泰国，被日本移民们阅读得最为广泛的出版物之一是《DACO》（日语：ダコ；泰语：ดาโกะ）杂志。它始于1998年，由沼馆干夫（日语：／ Numadate Mikio）创刊。沼馆是一名土生土长的青森人，他从1986年起成为了泰国居民。杂志的是免费发行的，它们通常位于素坤逸路沿线的日本拉面馆里，而这些面馆吸引的也主要是日本人食客。沼馆在2003年还创建了《DACO》的一个泰文版本，来为泰国人民介绍日本文化。另外，一个基于曼谷的24小时的广播电台——J波段FM 93.75，从2004年起，差不多有30%的时间在用日语广播。他们有许多泰日混血的双语DJ，并且他们的许多日语节目内容——尤其是日本流行音乐，也在当地的泰人中找到了听众。
有一些日文和泰文的书籍和影片以以日裔泰國人的歷史和現狀為主題. 通玛扬迪的小说《悲情鸳侣》描述了日本占领泰国时期，一名泰国女子和一名日本皇军军官的关系。这部小说被多次改编为影视作品，包括1996年的《日落湄南河》。一部更近的作品是辻仁成的小说《再见，总有一天》，讲的是一位在泰日本女士和一名已婚日本工薪族男士的风流韵事。它在2010年也被改编为了电影。当年在阿瑜陀耶的日本人社群在2010年的泰国电影《山田长政：大城武士》中也得到了描绘，其主演是大关正义和巴穆拳馆播求。以日本人娼妓为主题的一部泰文虚构著作《暹罗唐行小姐惠子回忆录》（The memoir of Keiko Karayuki-san in Siam），其英文译本在2003年也被出版了。

## 教育
小学与初级中学泰日协会学校和高级中学如水馆曼谷国际学校，都坐落于曼谷。泰日协会学校是拉差分校则位于是拉差。
在泰日本人的补习课程学校包括有清迈日本人补习授业校和普吉日本人补习授业校。

## 延伸阅读

### 英文
- Fukahori, Hiroki; Baba, Yuji; Hioki, Fumika; Monkong, Supreeda; Intarasombat, Prakong; Malathum, Porntip, , Archives of Gerontology and Geriatrics, 2010, PMID 20850190, doi:10.1016/j.archger.2010.08.007
- Flood, Edward Thadeus, , Ph.D. dissertation, University of Washington, 1968, OCLC 19761633
- Meekanon, Keatkhamjorn, , Ph.D. dissertation, Wageningen University, 2002  [2016-11-02], （原始内容存档于2012-03-14）
- Ono, Mayumi, , Working Paper #4, The Institute of Contemporary Japanese Studies, Waseda University, 2005
- Chumpol, Prateep; Diskaprakai, Chiradei, translator, , Numfon Publishing, 2003, ISBN 978-974-688-294-1, OCLC 181382979

### 日文
- 赤木攻 [日语：／ Akagi Osamu], タイの [泰国的永久性日本居民], めこん [Mekon], 1992, ISBN 978-4-8396-0063-1, OCLC 28326012 （页面存档备份，存于）
- 小林英夫 [日语：／ Kobayashi Hideo], タイにおけるの [泰国日本人社会与经济组织的活动], (编) , アジアの [当代亚洲的日本人经济组织], 同文馆 [日语：／ Toubunkan]: 257–278, 1997, ISBN 978-4-495-86321-0
- 松本逸也 [日语：／ Matsumoto Itsuya], シャムの [暹罗的日本人摄影师], めこん [Mekon], 1992, ISBN 978-4-8396-0072-3
  - An online review and summary is available as: http://retirement.jp/?q=node/288 （页面存档备份，存于）, Relive Journal, [2011-06-20]
- 中村孝志 [日语：／ Nakamura Takashi], シャムにおけるについて―の,  [天理大学东南亚研究期刊], November 1978, 5: 1–59
  - Corrections and additions were issued as: , http://ci.nii.ac.jp/naid/40004002839 （页面存档备份，存于）,  [天理大学东南亚研究期刊], November 1979, 6: 177–179